# È un'altra cosa
È un'altra cosa è un singolo del cantante italiano Francesco Gabbani, pubblicato il 10 maggio 2019 come primo estratto dal quarto album in studio Viceversa.

## Descrizione
Il brano è stato scritto da Gabbani stesso insieme a Luca Chiaravalli, Fabio Ilacqua, Filippo Gabbani e Francesco Bianconi.

## Video musicale
Il video, diretto da Federico Cangianiello, è stato reso disponibile il 14 maggio 2019 attraverso il canale YouTube del cantante. I temi del video sono il sole, il mare e il surf.